# Modane
Modane (en francoprovenzal Modâna) ([mɔ.dan]) es una comuna francesa situada en el departamento de Saboya, de la región de Auvernia-Ródano-Alpes. Es la cabecera (en francés bureau distributeur) y mayor población del cantón de su nombre.

## Demografía
| 4 735 | 5 633 | 4 974 | 4 798 | 4 250 | 3 658 | 3 739 | 3 351 | 3 180 |
| Para los censos de 1962 a 1999 la población legal corresponde a la población sin duplicidades (Fuente: INSEE [Consultar]) |       |       |       |       |       |       |       |       |